# Анкилотерий
Анкилотерий (лат. Ancylotherium, от др.-греч. ἀγκύλος θηρίον «согнутый зверь») — вымерший род подсемейства Schizotheriinae семейства халикотериевые. Жил с позднего миоцена по плиоцен, примерно 11,6—1,8 млн лет назад, на территории Европы, Азии и Африки.

## Таксономия
Анкилотерию дал название Гаудри в 1863 году, Кэролл в 1988 году отнёс его к семейству Chalicotheriidae, а в 2007 году анкилотерий был отнесён к подсемейству Schizotheriinae.

## Описание

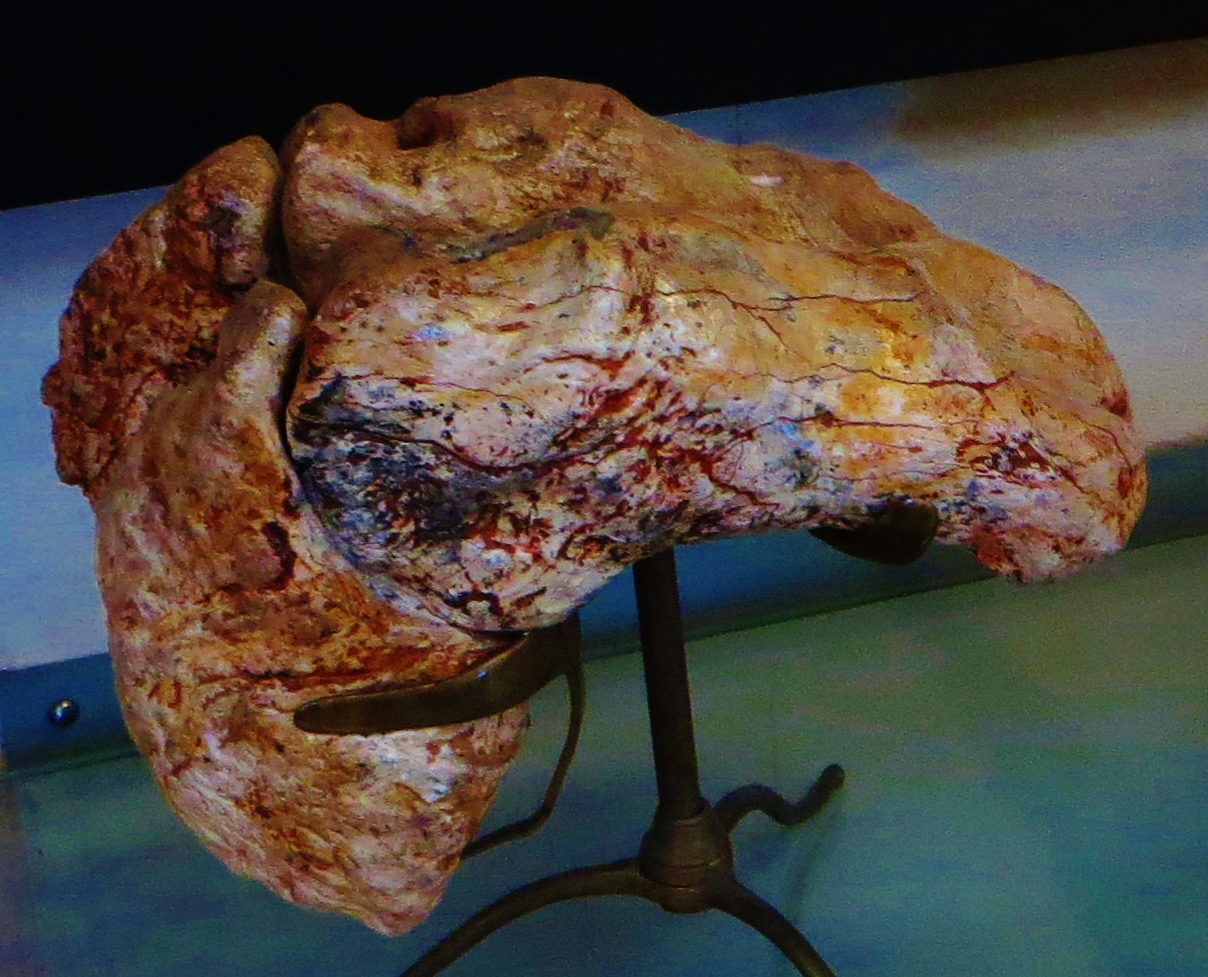
Ancylotherium pentelici

В холке его высота достигала двух метров, весил он около 500 кг, по строению он напоминал современного козла. Как и у других халикотериевых, передние конечности были длиннее задних. Анкилотерий по строению и внешне был очень схож с моропусами.

## Среда обитания
Предположительно анкилотерий жил в саваннах и срывал своими когтями на передних лапах листья с высоких деревьев.

## Анкилотерий в культуре
Анкилотерий был показан в четвёртой серии научно-популярного сериала «Прогулки с чудовищами».